# 4609 Pizarro
4609 Pizarro è un asteroide della fascia principale del diametro medio di circa 27,62 km. Scoperto nel 1988, presenta un'orbita caratterizzata da un semiasse maggiore pari a 3,1082872 UA e da un'eccentricità di 0,1082515, inclinata di 13,34615° rispetto all'eclittica.
L'asteroide è dedicato ai fratelli astronomi cileni Guido e Oscar Pizarro.